# Giacinto Scelsi
Giacinto Scelsi [dʒaˈtʃinto ˈʃɛlsi], Conde de Ayala Valva, (La Spezia, 8 de janeiro de 1905 — Roma, 9 de agosto de 1988) foi um compositor italiano contemporâneo, que também escreveu poesia surrealista em francês, famoso por escrever música baseada numa única nota musical, alterada de todas as formas através de oscilações microtonais, alusões harmónicas e modificações no timbre e na dinâmica, como se pode observar no seu revolucionário Quattro Pezzi su una nota sola (Quatro Peças de uma Nota Só) de 1959.
A música considerada de relevância de Scelsi é marcada por uma suprema concentração de notas repetidas, combinadas com um grande senso de forma. Ele revolucionou o papel do som na música ocidental. Hoje em dia, algumas de suas peças, como Anahit e seus quartetos de cordas, ganharam popularidade.
Scelsi permaneceu desconhecido durante a maior parte de sua carreira. Uma série de concertos ao final dos anos 80 tornaram algumas de suas peças, especialmente as obras orquestrais, mais conhecidas.
É chamado de "o celocanto" da música, em referência ao peixe de centenas de milhares de anos do qual a Biologia pouco decifrou. Além de compor em diversos e inusuais sistemas musicais e escrever versos, Scelsi gostava de escrever aforismos, como estes:
"Ser o filho e o pai de si mesmo. Não olvidá-lo."
"Não diminuir o significado do que não se compreende."
No endereço a seguir, Eucanaã Ferraz apresenta características importantes da obra scelsiana por meio da análise de "Canto do capricórnio": Radiobatuta. Disponível em: <http://radiobatuta.com.br/programa/uma-obra-uma-voz-canti-del-capricorno/>. Acesso em: 27 nov. 2018.